# Lijst van aartsbisschoppen van Siena-Colle di Val d’Elsa-Montalcino
Hieronder volgt een lijst van bisschoppen en aartsbisschoppen van Siena-Colle di Val d’Elsa-Montalcino.

## Bisschop van Siena
- ca 306: Lucifer
- 313 – 335: Florianus (Floriano)
- 440: Dodo
- 465: Eusebio
- 520: Magno
- 565: Mauro
- 597: Aymo
- 612: Roberto
- 628: Piriteo
- 642: Antifredo
- 649: Mauro
- 658: Andrea
- 670: Gualterano
- 674: Gerard
- 679: Vitelliano
- 689 - ?: Lupo
- 722: Causirio
- 731: Adeodato
- 743: Grosso
- 761: Giordano
- 776: Peredeo
- 792: Giovanni
- ?: Gherardo
- 795: Andrea
- 800: Piriteo
- 826: Pietro
- 830: Tommaso
- 841: Gerardo
- 844 - 853: Concio
- 855: Gherardo
- 864: Ambrogio
- ?: Ansifredo
- 900: Ubertino
- 906: Egidio
- 913: Teodorico
- 932: Gerardo
- ?: Vitelliano
- 963: Pisano
- ?: Lucido
- 987: Ildebrando
- 1001: Adeodato
- 1013: Giselberto
- 1031: Leone
- 1036: Adelberto
- 1037 - 1058: Giovanni
- 1058: Antifredo
- 1059: Roffredo ()
- 1062: Amadio ()
- 1068 - 1076: Rodolfo o Radulfo
- 1080 - 1106: Gualfredo
- 1127 – 1170: Ranieri o Rainaldo
- 1170 - 1189: Gunterone
- 1189 - 1216: Bono
- 1216 - 1252: Bonfiglio
- 1254 - 1273: Tommaso Fusconi
- 1273 - 1281: Bandino Bonci
- 1281: Bernardo
- 1282 - 1307: Rainaldo di Uguccione Malavolti
- 1307 - 1317: Ruggeri
- 1317 - 1348: Donosdeus dei Malavolti
- 1351 - 1370: Azzolino dei Malavolti
- 1370 - 1371: Iacopo di Egidio dei Malavolti
- 1371 - 1377: Guglielmo Vasco
- 1377 - 1384: Luca Bettino Ghini
- 1384 - 1385: Carlo Minutoli
- 1385 - 1396: Francesco Mormigli
- 1396 - 1407:  Guglielmo
- 30 december 1407 - 1409: Gabriele Condulmer, later paus Eugenius IV
- 1409 - 1427: Antonio Casini
- 1427 - 1446: Carlo Bartoli
- 1444 - 1444: Cristoforo di San Marcello
- 1444 - 1450: Neri da Montecarlo
- 23 september 1450 - 19 augustus 1458: Enea Silvio Piccolomini, later paus Pius II
- 1458 - 1459: Antonio Piccolomini

## Aartsbisschop van Siena
- 1460 - 1503: Francesco Piccolomini, later paus Pius III
- 1503 - 7 april 1529: Giovanni Piccolomini
- 1529 - 1588: Francesco Bandini
- 1588 - 1597: Ascanio I Piccolomini
- 15 september 1597 - 24 januari 1607: Francesco Maria Tarugi
- 1607 – 1612: Camillo Borghesi
- 17 december 1612 - 23 maart 1615: Metello Bichi
- 1615 - 1628: Alessandro Petrucci
- 1629 - 14 september 1671: Ascanio II Piccolomini
- 18 maart 1671 - 24 mei 1681: Celio Piccolomini
- 1682 - 8 april 1713: Leonardo Marsili
- 20 januari 1715 - 4 januari 1744: Alessandro Zondadari
- 29 mei 1747 - 1772: Alessandro Cervini
- 1 juni 1772 - 13 november 1792: Tiberio Borghesi
- 3 december 1792 - 27 december 1794: Alfonso Marsili
- 1 juni 1795 - 13 april 1823: Antonio Felice Zondadari
- 12 juli 1824 - 15 februari 1855: Giuseppe Mancini
- 28 september 1855 - 1866: Ferdinando Baldanzi
  - 1866-1871: sede vacante
- 27 oktober 1871 - 1876: Enrico Bindi
- 29 september 1876 - 1888: Giovanni Pierallini
- 1889 - 19 mei 1892: Celestino Zini
- 11 juni 1892 - 1908: Benedetto Tommasi
- 5 juni 1909 - 29 september 1932: Prospero Scaccia
- 29 september 1932 - 17 november 1934: Gustavo Matteoni
- 1 april 1935 - 14 april 1961: Mario Toccabelli

## Aartsbisschop van Siena-Colle di Val d’Elsa-Montalcino
- 6 juni 1961 - 14 november 1989: Ismaele Mario Castellano
- 14 november 1989 - 23 mei 2001: Gaetano Bonicelli
- 23 mei 2001 - 6 mei 2019: Antonio Buoncristiani
- 6 mei 2019 - heden: Augusto Lojudice